# Estadi Centenario

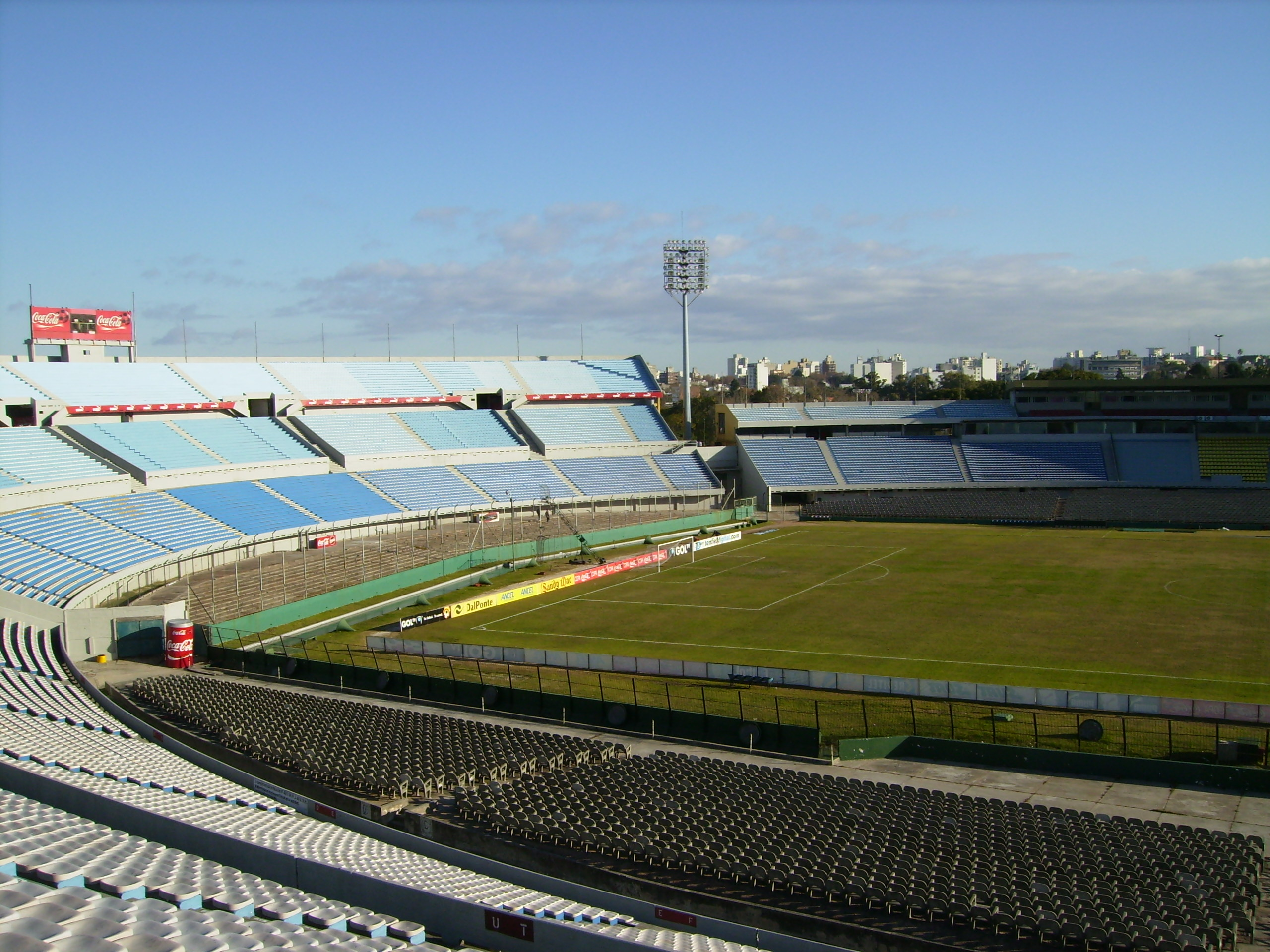
L'estadi Centenario

L'Estadio Centenario se situa al barri de Parque Batlle, Montevideo, Uruguai. Va ser seu de la Copa del Món de Futbol de 1930, del Campionat Sud-americà 1942, del Campionat Sud-americà 1956, del Campionat Sud-americà 1967 i de la Copa Amèrica 1995, tots disputats a l'Uruguai i guanyats també per Uruguai. És la seu de la Selecció de futbol de l'Uruguai.

## Història
El Centenari és un dels estadis més importants en el desenvolupament esportiu de Sud-amèrica i del futbol internacional. Va ser inaugurat el 18 de juliol de 1930, durant el partit del Mundial de 1930 entre Uruguai i Perú, obtenint la victòria la selecció celeste per 1-0, amb gol del recordat Héctor Castro (més conegut com el Manxol Castro), el qual va ser el primer gol convertit al Centenario. El seu nom s'origina de la celebració dels 100 anys de la jura de la primera Constitució de l'Uruguai.
Va ser construït especialment per a l'organització del torneig internacional, per treballadors immigrants en un temps rècord de 9 mesos. En un començament, en ell es realitzarien tots els partits de la Copa Mundial, no obstant això, les fortes pluges que van assotar Montevideo temps abans van impedir la fi de la construcció de l'estadi, pel que diversos partits hagueren de realitzar-se al Parc Central pertanyent al Club Nacional de Football, i al desaparegut Estadio Pocitos del Club Atlético Peñarol.
La final d'aquesta Copa del Món va enfrontar a la selecció de l'Uruguai amb la selecció de futbol de l'Argentina, sortint guanyador l'Uruguai per 4-2. Des d'aquell llavors, el Centenario va ser seu de quatre Copes Amèrica (1942, 1956, 1967, 1995), de dues Sud-americans sub-20 (1979, 2003), d'un Sud-americà sub-17 (1999) i del recordat Mundial de 1958.
El 18 de juliol de 1983 és declarat per la FIFA com a Monument Històric del Futbol Mundial, essent l'única construcció d'aquest tipus en tot el món.